# Walibelle

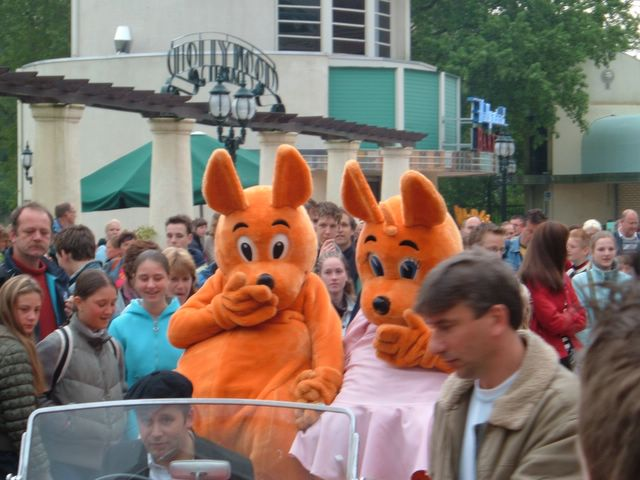
Walibelle samen met Walibi

Walibelle was een van de mascottes van de Walibi (Walibi Aquitaine, Walibi Belgium, Walibi Rhône-Alpes en Walibi Holland) parken. Walibelle lijkt op een wallaby, een kangoeroesoort. De mascotte wordt gezien als de gastvrouw van de parken. Walibelle is actief door de parken gebruikt van 2005 tot en met 2010.

## Algemene informatie
Walibelle werd geïntroduceerd in 2005 met de opening van de hernieuwde Walibi-parken. In het verhaal van Walibi is Walibelle de vrouw van Walibi en zo worden ze ook gepresenteerd. Walibi heeft Walibelle op zijn wereldreis ontmoet, (Walibi ging op wereldreis van 2000 tot 2004) en heeft besloten om samen met Walibi te gaan wonen in Walibi World (of Walibi Belgium). Tijdens deze reis heeft Walibi nog meer vriendjes meegenomen, waarmee hij is gaan samenwonen in Walibi.
Afbeeldingen · Lijst van attracties